# Estivație
Estivația este un comportament de adaptare caracteristic animalelor din zonele tropicale secetoase. Este o stare de amorțeală numită somn estival (somn de vară) ca urmare a lipsei de hrană în perioada secetoasă a anului. Estivația se întâlnește la unele specii de amfibieni și reptile, cum ar fi crocodilii, care se ascund sub pietre sau rămîn îngropați în mîl timp de 2-5 luni.
Estivație mai poate însemna și preflorație, adică modul de așezare a componentelor unei flori în mugure.

## Vezi și
- Hibernare
- Ipoteza estivației

## Legături externe
Materiale media legate de estivație la Wikimedia Commons